# Kompsoprium septentrionale
Kompsoprium septentrionale är en mångfotingart som först beskrevs av Carl Graf Attems 1935.  Kompsoprium septentrionale ingår i släktet Kompsoprium och familjen Odontopygidae. Inga underarter finns listade i Catalogue of Life.